# Banimento
O banimento ou desterro é uma medida compulsória pela qual um cidadão perde direito à nacionalidade de um país, passando a ser um apátrida (a não ser que previamente possua dupla-cidadania de outro país). O banimento é usado como método de repressão política.
Banimento não é um sinônimo de exílio nem de cassação, mas pode levar uma pessoa a exilar-se ou asilar-se em outro país, sem direito a permanecer na sua pátria de origem.
O banimento foi usado com frequência pela ditadura militar do Brasil para punir dissidentes políticos e guerrilheiros que cometessem crimes contra a Segurança Nacional, como sequestro de diplomatas estrangeiros e luta armada nas cidades e em áreas rurais.
A constituição brasileira de 1988 proíbe de modo absoluto esta pena no art. 5° inciso XLVII - não haverá penas:

a) de morte, salvo em caso de guerra declarada, nos termos do art. 84, XIX;

b) de caráter perpétuo;

c) de trabalhos forçados;

d) de banimento;

e) cruéis;

## Religião
O banimento tem sido muito utilizado através dos séculos contra indivíduos que questionam princípios religiosos pré-estabelecidos. Notadamente, a grande maioria das religiões do mundo, seja qual for a sua corrente ou raiz filosófica, tem a sua própria versão deste fenômeno cultural considerado, em princípio, uma ação desumanizadora.